# Yelyzavetivka (Consejo de la aldea Peremohivska)
Yelyzavetivka (Consejo de la aldea Peremohivska)  (ucraniano: Єлизаветівка (Перемогівська сільська рада)) es un pueblo del raión de Bolhrad en el óblast de Odesa de Ucrania. Según el censo de 2001, tiene una población de 367 habitantes.